# Белогорская битва
Белогорская битва (нем. Schlacht am Weißen Berg, чеш. Bitva na Bílé hoře) — сражение, произошедшее 8 ноября 1620 года в районе Белой горы под Прагой. 
25-тысячная армия, которой командовал фельдмаршал Карл Бонавентура де Бюкуа, разбила 23-тысячное войско протестантов-чехов под командованием князя Кристиана I Ангальт-Бернбургского, в отряде которого также насчитывалось до 10 артиллерийских орудий.

## Предыстория
В 1618 году началось чешское восстание против императора Фердинанда II (так называемое Восстание чешских сословий), которое переросло в Тридцатилетнюю войну. Повстанцы предложили 28 сентября 1618 года корону Чехии курфюрсту Фридриху V Пфальцскому, лидеру Евангелической унии, основанной его отцом для защиты протестантизма в Священной Римской империи. Фридрих принял предложение и был коронован чешским королём 4 ноября 1619 года.
Войска католической лиги двинулись на Прагу, обходя при этом чешские войска, пытавшиеся остановить противника на выгодных позициях. Чешские войска заняли очередную позицию в километре от Праги.
Протестантские войска были деморализованы долгим отступлением, а также неудачным ночным столкновением. У чешского командования регулярно возникали проблемы с выплатой жалования, войска грабили местное население, а оно отвечало организованным сопротивлением.
Накануне сражения Габор Бетлен направил протестантам на помощь отряд в 7000 человек, в день сражения он находился всего в 20 км от Праги.

## Исходная позиция
Позиция была выбрана довольно удачно, правый фланг был прикрыт ручьём Гостовиц, на берегу которого находился охотничий замок Звезда, левый фланг был прикрыт довольно крутым склоном. Перед фронтом находился болотистый луг, по которому протекал ручей Шарка, через который можно было перебраться по единственному мосту. Более того, противник с подножия горы не мог провести рекогносцировку этой позиции. Из-за недостатка времени и шанцевого инструмента протестантам не удалось усилить позицию полевыми укреплениями.
Протестанты использовали для построения новый для того времени нидерландский боевой порядок, который заключался в использовании расчленения сил по фронту на небольшие мобильные отряды с глубиной не более 8 шеренг. Такие отряды обычно составляли 2 — 3 линии. Новый порядок имел определённые преимущества перед старыми: неглубокий строй уменьшает потери от действия неприятельской полевой артиллерии, а большое расчленение войска и наличие резервной линии даёт большую гибкость для управления боем.
Однако войска протестантов не были обучены для действий в таком построении, что не давало возможности эффективно использовать новый строй. Чешская армия была построена в три линии; третью линию составили 5 тысяч венгерских кавалеристов.
Утром 8 ноября имперцы начали переправу через ручей Шарка и построение. Несмотря на удобный момент для атаки, чехи решили ждать неприятеля в оборонительной позиции. Католические войска строились в старом стиле массивными квадратными колоннами, испанскими терциями, что давало им большую устойчивость в рукопашном бою. На правом фланге разместились пять терций имперцев под командованием Тилли и пять терций баварцев под командованием герцога Максимилиана. Конница встала в промежутках между терциями.

## Ход битвы
Командующий имперским войском Бюкуа считал позицию чехов слишком сильной, а путь к отступлению через единственный мост слишком рискованным, поэтому он склонялся к тактическому обходному манёвру с целью вынудить чехов покинуть позицию. Однако Тилли и Максимильен убедили его на лобовую атаку с целью разведки позиции чехов.
Около полудня первыми в атаку двинулись имперцы Тилли. Небольшие отряды протестантов, не имея эффективного управления, поодиночке вступали в битву и быстро проигрывали единоборство с массивными испанскими терциями.
Первыми в контратаку пошли кавалерийские полки первой линии левого крыла протестантов, как только имперцы приблизились на 300 шагов. Протестанты были вынуждены уступить численному преимуществу.
Потом в дело вступил Турнский полуполк, который оказался не поддержан соседями и был принужден к бегству.
Сын главнокомандующего Кристиан Ангальтский-младший повёл в третью контратаку левое крыло второй линии. Благодаря объединению сил удалось добиться частного успеха. В это же время вступила в сражение казачья польско-литовская конница из состава армии Тилли, которая разгромила отряд венгерской кавалерии, добыла 52 штандарта и главное знамя короля Фридриха с девизом: «Diverti nescio».
Разрозненные части протестантов вступали в битву и были разбиты. Кристиан Ангальтский-старший и другие высшие полководцы были вынуждены отступить в Прагу; на поле битвы остался только князь Вильгельм Веймарский, но и он должен был вскоре уступить превосходящему противнику. Часть армии протестантов укрылась в охотничьем парке, а затем была окружена и уничтожена. Баварцы подоспели только к концу сражения.
На поле битвы пало около 5000 бойцов армии протестантов и около 2000 солдат армии Тилли. Всего сражение продолжалось более двух часов.

## Последствия
Протестантская армия, отошедшая с Белой Горы, укрылась за стенами Праги и впоследствии капитулировала. В чисто военном отношении война ещё не была проиграна, ещё имелись резервы, в руках протестантов находились ключевые крепости страны. Однако разлад в лагере протестантов привёл к капитуляции. Фридрих, Кристиан Ангальтский, граф Турн бежали за границу.
Католическая армия, войдя в Прагу, учинила в городе расправу над участниками восстания против правления австрийской династии Габсбургов. Последовали массовые преследования протестантов. Репрессии были очень жестокими. Расстановка сил в Чехии радикально изменилась, и господство Габсбургов в Чехии продлилось ещё на 300 лет.
Поражение протестантов на Белой горе нарушило баланс сил в Европе в сторону Католической лиги и Империи. Чехия выбыла из войны, а на театре войны остался лишь курфюрст пфальцский Фридрих V, который был низложен с чешского трона.